# Coup de torchon
Coup de torchon (también conocida como Más allá de la justicia en Hispanoamérica y 1280 almas en España) es una película francesa dirigida por Bertrand Tavernier, estrenada en 1981.
La cinta se rodó en la primavera de 1981 en el noroeste de Senegal, en particular en Saint-Louis y en los alrededores de Louga. La cinta está basada en la novela 1280 almas del escritor estadounidense Jim Thompson. A diferencia de la novela negra de Thompson, Tavernier ubica la historia en África Occidental, tomando elementos de la novela Viaje al fin de la noche del escritor francés Louis-Ferdinand Céline.

## Sinopsis
El año es 1938 y el escenario, el África Occidental Francesa. Lucien Cordier es el único policía de una pequeña ciudad colonial. Cuando un oficial le hace tomar conciencia de su mediocridad, se transforma en un justiciero inspirado por Dios.

## Reparto
- Philippe Noiret como Lucien Cordier.
- Jean-Pierre Marielle como Georges.
- Isabelle Huppert como Rose Marcaillou.
- Stéphane Audran como Huguette Cordier.
- Guy Marchand como Marcel Chavasson.
- Eddy Mitchell como Nono.
- Irène Skobline como Anne.
- Michel Beaune como Vanderbrouck.
- Jean Champion como El cura.
- Victor Garrivier como Marcaillou.
- Gérard Hernandez como Leonelli.

## Premios y nominaciones
- Premios César, once nominaciones, entre ellas Mejor Película, Mejor Director, Mejor Guion, etcétera.
- Oscar, nominada a la Mejor Película Extranjera.
- Premio del Ateneo de Guipuzcoano en el Festival de San Sebastián.
- Premio del Público en el Festival de Durban.